# Scotopteryx margaritata
Scotopteryx margaritata är en fjärilsart som beskrevs av Lucas 1960. Scotopteryx margaritata ingår i släktet backmätare, och familjen mätare. Inga underarter finns listade.